# Miran Zupančič
Miran Zupančič (* 11. November 1989) ist ein ehemaliger slowenischer Skispringer.

## Werdegang
Zupančič gab sein internationales Debüt bei FIS-Junioren-Springen im März 2003 in Planica. Im Juli gab er dann beim Springen in Velenje sein Debüt im Skisprung-Continental-Cup. Dabei verpasste er mit Platz 35 die Punkteränge nur knapp. Nach zwei Jahren internationaler Pause startete Zupančič nach einigen FIS-Rennen ab Januar 2006 in Ljubno im FIS-Cup. Bis 2008 versuchte er sich in diesem Wettbewerb durchzusetzen, konnte aber keine vorderen Platzierungen erreichen. Erst 2008 in Szczyrk erreichte er mit Platz 5 erstmals eine vordere Platzierung. Bei den Slowenischen Meisterschaften im Skispringen 2009 gewann er Silber mit der Mannschaft und erreichte den 27. Platz im Einzel. Ein Jahr später bei den Slowenischen Meisterschaften im Skispringen 2010 wurde er im Einzel gar nur 47. und errang mit der Mannschaft nur Platz zehn.
Nachdem er am 5. Februar 2012 in Kranj im FIS-Cup den fünften Platz erreichte, bekam er erneut die Möglichkeit im Continental Cup zu springen. Im Oktober desselben Jahres gewann er bei den Slowenischen Meisterschaften im Skispringen 2012 die Bronzemedaille im Mixed-Team. Im dritten Springen der Saison 2012/13 in Engelberg erreichte er im Continental Cup erstmals die Punkteränge. Am 11. Januar 2013 in Sapporo erreichte er mit dem fünften Platz erstmals eine Top-10-Platzierung, bevor er einen Tag später mit dem vierten Rang nur knapp am Podium vorbeisprang. Am 13. Januar konnte Zupančič schließlich auf der Ōkurayama-Schanze das Podium erreichen und sprang auf Platz drei.
Nach wechselhaften weiteren Ergebnissen im Continental Cup startete er am 1. Februar 2013 in Harrachov erstmals bei einer Qualifikation zu einem Springen im Skisprung-Weltcup. In der Qualifikation guter 37. verpasste er im Springen mit Platz 39 den zweiten Durchgang. Bei den Slowenischen Meisterschaften im Skispringen 2013 am 5. Februar 2013 sprang Zupančič von der Einzelschanze auf den 11. Platz und erreichte im Teamspringen den siebenten Rang. Auch bei der Qualifikation zum folgenden Weltcup in Willingen schaffte er wie zuvor in Harrachov die Qualifikation, der Weltcup selbst musste aber wegen schwieriger Windverhältnisse abgesagt werden.
Die Saison 2014/15 war die bisher für Zupančič erfolgreichste. Nach einem zweiten Platz in Engelberg im Dezember 2014, feierte er im Januar 2015 in Sapporo seinen ersten Continental-Cup-Sieg. Durch weitere Top-10-Ergebnisse und seiner Teilnahme an fast jedem Wettbewerb gewann er am Ende der Saison in der Gesamtwertung mit insgesamt 607 Punkten den dritten Platz, sein bisher bestes Saison-Resultat. Dank dieser guten Resultate durfte er zum ersten Mal nach langer Zeit wieder im Weltcup starten, allerdings konnte er sich beim Weltcup-Saisonfinale in Planica nicht für den Wettbewerb qualifizieren.
Im August 2017 wurde Zupančič nach einem ersten und einem dritten Platz in drei Wettbewerben Zweiter in der Gesamtwertung der erstmals ausgetragenen Beskiden-Tour 2017. Rund ein Jahr später nahm er letztmals an internationalen Wettbewerben teil und wurde danach Mitglied des Trainerteams der chinesischen Springermannschaft.

## Erfolge

### Continental-Cup-Siege im Einzel
| Nr. | Datum           | Ort                    | Typ           |
| --- | --------------- | ---------------------- | ------------- |
| 1.  | 16. Januar 2015 | Sapporo                | Normalschanze |
| 2.  | 15. Januar 2017 | Garmisch-Partenkirchen | Großschanze   |
| 3.  | 20. Januar 2017 | Sapporo                | Normalschanze |
| 4.  | 19. August 2017 | Wisła                  | Großschanze   |

### Continental-Cup-Platzierungen
| Saison  | Sommer | Sommer | Winter | Winter | Gesamt | Gesamt |
| Saison  | Platz  | Punkte | Platz  | Punkte | Platz  | Punkte |
| ------- | ------ | ------ | ------ | ------ | ------ | ------ |
| 2012/13 | –      | –      | 26.    | 0280   | 37.    | 0280   |
| 2013/14 | 34.    | 0072   | 29.    | 0180   | 32.    | 0252   |
| 2014/15 | 03.    | 0461   | 03.    | 0607   | 01.    | 1068   |
| 2015/16 | 14.    | 0234   | 53.    | 0112   | 34.    | 0346   |
| 2016/17 | 31.    | 0108   | 02.    | 0938   | 02.    | 1046   |
| 2017/18 | 07.    | 0322   | 35.    | 0169   | 20.    | 0491   |